# SCAT航空
SCAT航空（スキャットこうくう、SCAT Airlines）は、カザフスタンのシムケントを本拠地とする航空会社である。

## 概要
1997年に設立され、現在はカザフスタンのフラッグキャリアであるエア・アスタナに次ぐ同国第2位の航空会社である。
国内線はカザフスタン全域に55便の定期便を就航させ、国際線はロシア、トルコ、インド、中国、日本などに38便を就航させている。
2015年にIATAの統一基準に合格し、2018年に正式に加盟した。
子会社のサンデー・エアラインズは、リゾート地を中心にチャーター便での旅客輸送を行っており、かつて東京/成田～ヌルスルタン線の運航も行っていた。

## 歴史
- 1997年にパイロットであった、現社長のウラジミール・デニソフと現副社長のウラジミール・シトニクによって設立された。
- 1998年、An-24 を使用し、初の就航路線であるアルマトイ～クズロルダ線を運航開始。
- 1999年からは国際線の運航を開始。
- 2009年にボーイング757型機を購入し、トルコ、タイ、中国、UAEにチャーター便の運航を開始した。
- 2011年にカザフスタンで開催されたアジア冬季競技大会では公式スポンサーとなり各国選手団向けに運航を行った。
- 2018年、中央アジアの航空会社としては初めてボーイング737MAX-8を受領した[2]。

## 日本との関係

### 2019-2020年にかけてのチャーター便
2019年7月6日、ボーイング757型機を使用し、東京/成田-ヌルスルタン線を定期チャーター週1便で開設した。この路線が日本とカザフスタンを結ぶ初めての直行便となった。将来的には定期便化することを目指していて、ビジネスでの利用が4割・レジャーでの利用が6割と予想している。ビジネスでの利用について同社は、「カザフスタンには既に多くの日系企業が進出しており、今後も経済交流は拡大する」との見方を示している。2019年9月3日からは週2便に増便された。その後、10月27日以降の冬ダイヤでボーイング767型機により週2便定期便化された。その後、2020年3月10日より週1便に減便され、新型コロナウイルス感染拡大のため4月1日をもって運休となった。

## 保有機材
| 機材                  | 運用 | 発注 | 座席数 | 座席数 | 座席数 | 備考                                                                                                 |
| 機材                  | 運用 | 発注 | C      | Y      | 計     | 備考                                                                                                 |
| --------------------- | ---- | ---- | ------ | ------ | ------ | --- |
| ボーイング737-300     | 1    |      |        | 149    | 149    | |
| ボーイング737-500     | 2    |      |        | 126    | 126    | |
| ボーイング737-700     | 1    |      |        | 149    | 149    | |
| ボーイング737-800     | 8    |      |        | 189    | 189    | |
| ボーイング737 MAX8    | 3    | 3    |        | 186    | 186    | [ 9 ]                                                                                                |
| ボーイング737 MAX8    | 3    | 3    | 12     | 162    | 174    | [ 9 ]                                                                                                |
| ボーイング737 MAX9    | 5    |      |        | 213    | 213    | |
| ボーイング757-200     | 3    | —    | —      | 235    | 235    | en:Sunday Airlinesによる運航                                                                         |

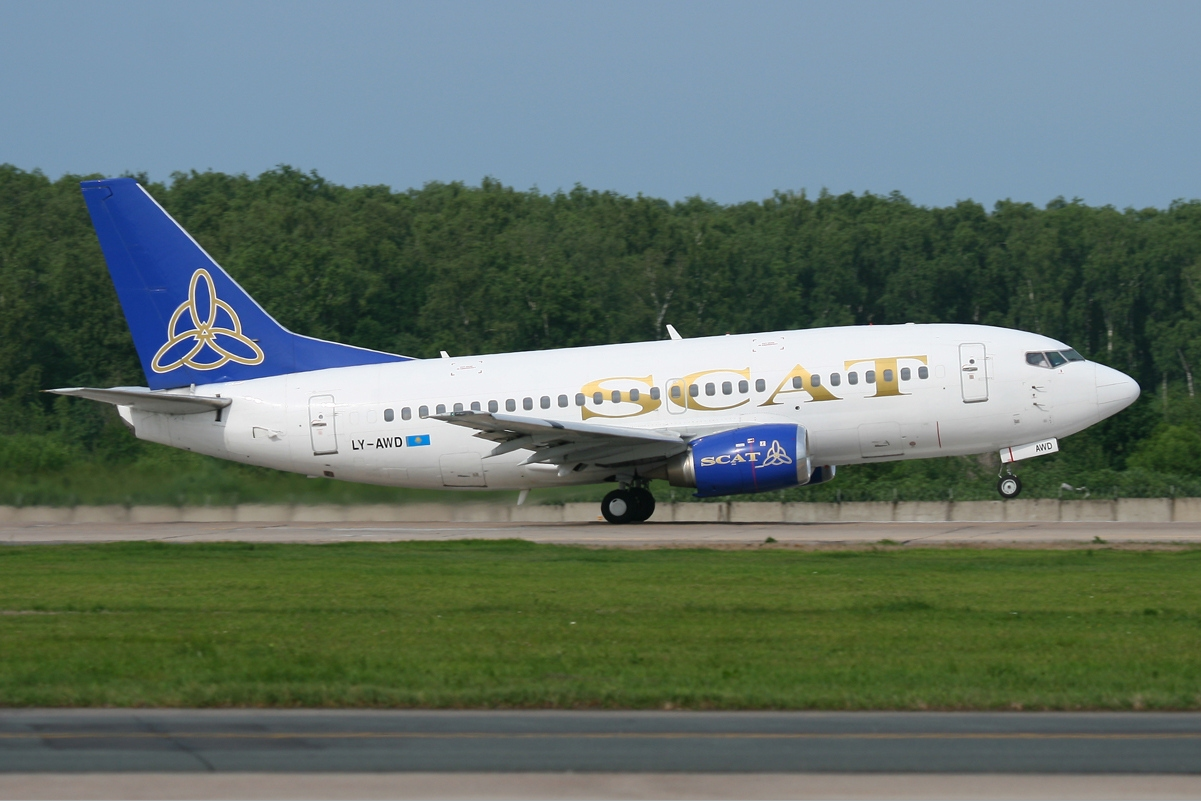
SCAT航空が保有するボーイング737-500型機

| ボーイング767-300ER   | 1    | —    | 12     | 278    | 290    | en:Sunday Airlinesによる運航。 この機体は、2014年に退役した中国国際航空の最後のボーイング767-300ER。 |
| ボンバルディア CRJ200 | 4    | —    | —      | 50     | 50     | |
| 合計                  | 28   | 7    |        |        |        | |

## 就航都市

### 国内線
| 国           | 都市           | 空港                               | 備考     |
| ------------ | -------------- | ---------------------------------- | -------- |
| カザフスタン | アクタウ       | アクタウ空港                       | ハブ空港 |
| カザフスタン | アクトベ       | アクトベ国際空港                   | ハブ空港 |
| カザフスタン | アルマトイ     | アルマトイ国際空港                 | ハブ空港 |
| カザフスタン | アティラウ     | アティラウ空港                     |          |
| カザフスタン | ジェスカスガン | ジェスカスガン空港                 |          |
| カザフスタン | カラガンダ     | サリィ・アルカ空港                 |          |
| カザフスタン | コクシェタウ   | コクシェタウ空港                   |          |
| カザフスタン | コスタナイ     | コスタナイ空港                     |          |
| カザフスタン | クズロルダ     | クズロルダ空港                     |          |
| カザフスタン | アスタナ       | ヌルスルタン・ナザルバエフ国際空港 | ハブ空港 |
| カザフスタン | パヴロダル     | パヴロダル空港                     | 季節運航 |
| カザフスタン | ペトロパブル   | ペトロパブル空港                   |          |
| カザフスタン | セメイ         | セメイ空港                         |          |
| カザフスタン | タラズ         | タラズ空港                         |          |
| カザフスタン | ウルジャル     | ウルジャル空港                     | 季節運航 |
| カザフスタン | オスケメン     | オスケメン空港                     |          |
| カザフスタン | シムケント     | シムケント国際空港                 | ハブ空港 |

### 国際線
| 国               | 都市                         | 空港                                     | 備考                          |
| ---------------- | ---------------------------- | ---------------------------------------- | ----------------------------- |
| ウズベキスタン   | ウルゲンチ                   | ウルゲンチ国際空港                       | 2025年8月2日より運航開始予定  |
| アゼルバイジャン | バクー                       | ヘイダル・アリエフ国際空港               |                               |
| アルメニア       | エレバン                     | ズヴァルトノッツ国際空港                 |                               |
| ベトナム         | カムラン                     | カムラン国際空港                         | 季節運航                      |
| ジョージア       | バトゥミ                     | バトゥミ国際空港                         | 季節運航                      |
| ジョージア       | クタイシ                     | ダヴィト・ザ・ビルダー・クタイシ国際空港 | 季節運航                      |
| ジョージア       | トビリシ                     | トビリシ国際空港                         | 季節運航                      |
| エジプト         | フルガダ                     | フルガダ国際空港                         | 季節運航                      |
| エジプト         | シャルム・エル・シェイク     | シャルム・エル・シェイク国際空港         | 季節運航                      |
| インド           | ゴア                         | ゴア空港                                 | 季節運航                      |
| 中国             | 三亜                         | 三亜鳳凰国際空港                         | 季節運航                      |
| 中国             | 西安                         | 西安咸陽国際空港                         |                               |
| 中国             | ウルムチ                     | ウルムチ地窩堡国際空港                   |                               |
| リトアニア       | ヴィリニュス                 | ヴィリニュス国際空港                     |                               |
| モンゴル         | ウランバートル               | チンギスハーン国際空港                   |                               |
| ロシア           | アストラハン                 | アストラハン・ナリマノヴォ国際空港       |                               |
| ロシア           | カザン                       | カザン国際空港                           |                               |
| ロシア           | クラスノダール               | クラスノダール国際空港                   |                               |
| ロシア           | マハチカラ                   | マハチカラ国際空港                       |                               |
| ロシア           | ミネラーリヌィエ・ヴォードィ | ミネラーリヌィエ・ヴォードィ空港         |                               |
| ロシア           | モスクワ                     | ヴヌーコヴォ国際空港                     |                               |
| ロシア           | ロストフ                     | プラトフ国際空港                         |                               |
| ロシア           | ソチ                         | ソチ国際空港                             | 季節運航                      |
| ロシア           | トムスク                     | ボガシェヴォ空港                         |                               |
| ロシア           | チェリャビンスク             | チェリャビンスク空港                     |                               |
| ベラルーシ       | ミンスク                     | ミンスク・ナショナル空港                 | 2025年8月10日より運航開始予定 |
| タイ             | パッタヤー                   | ウタパオ国際空港                         |                               |
| タイ             | プーケット                   | プーケット国際空港                       |                               |
| トルコ           | アンタルヤ                   | アンタルヤ空港                           | 季節運航                      |
| トルコ           | ボドルム                     | ミラス・ボドルム空港                     | 季節運航                      |
| トルコ           | イスタンブール               | アタテュルク国際空港                     |                               |
| チェコ           | プラハ                       | ヴァーツラフ・ハヴェル・プラハ国際空港   |                               |

## 航空事故
- 2013年1月29日、国内線定期便であるSCAT航空760便がクィズィルツ付近に墜落する事故を起こした。搭乗していた乗員乗客21名全員が死亡した。事故調査報告書ではパイロットエラーが事故原因である可能性が高いと結論付けられた[11]。